# 青函連絡船メモリアルシップ八甲田丸

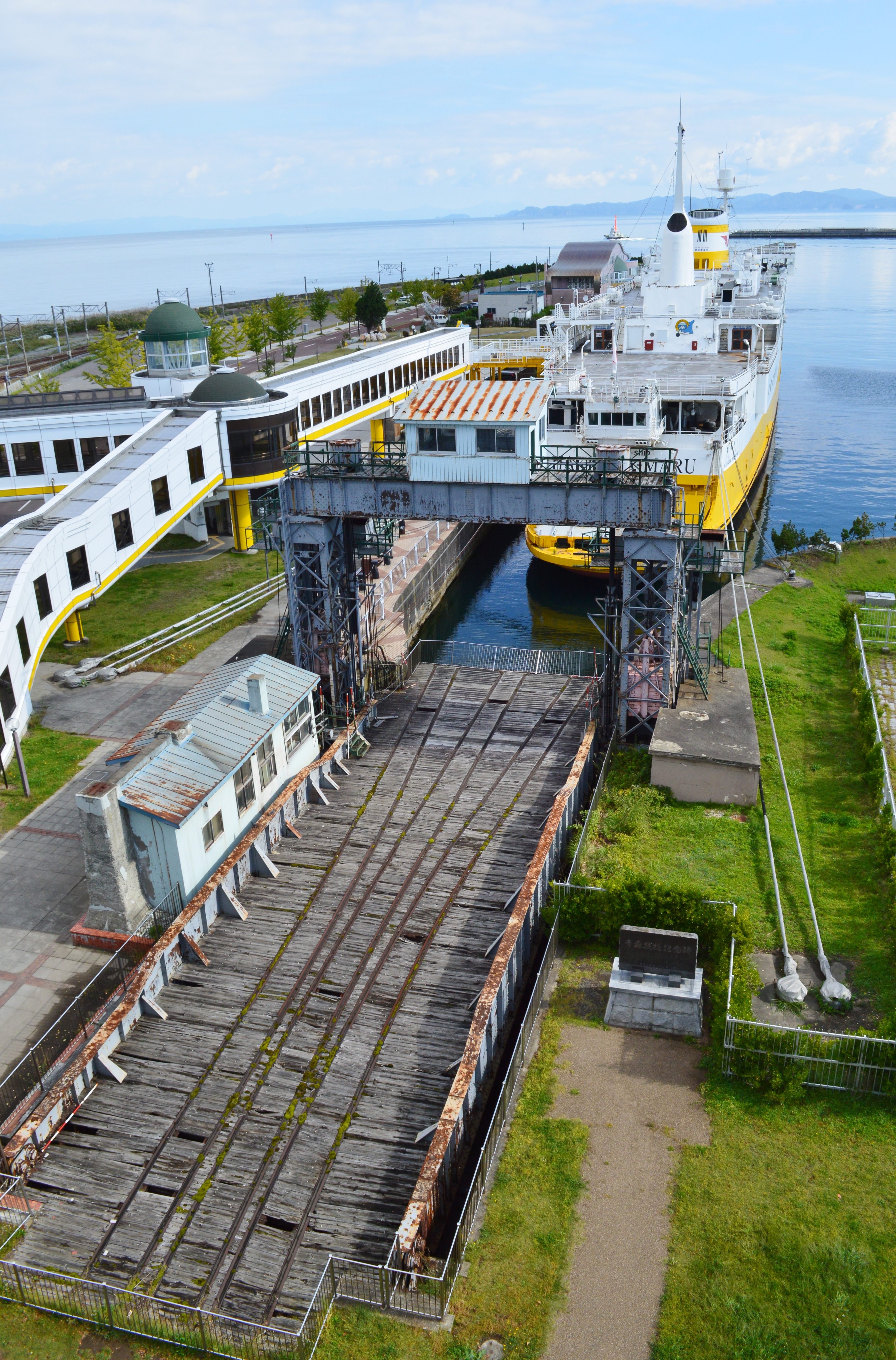
可動橋・車両搬入口

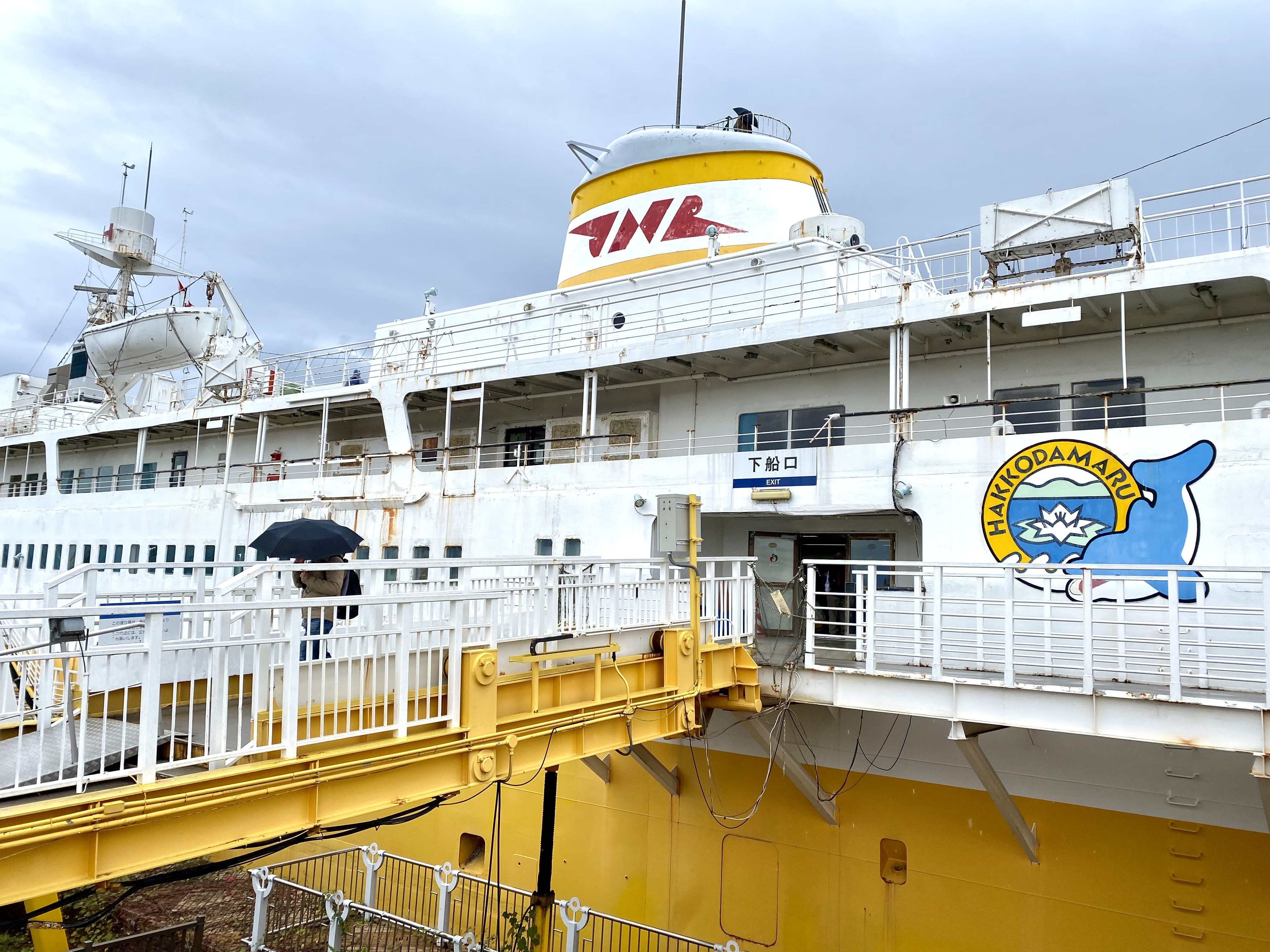
煙突と下船口
ファンネルマークは運航末期のJRマークから国鉄時代のJNRマークに復元されている

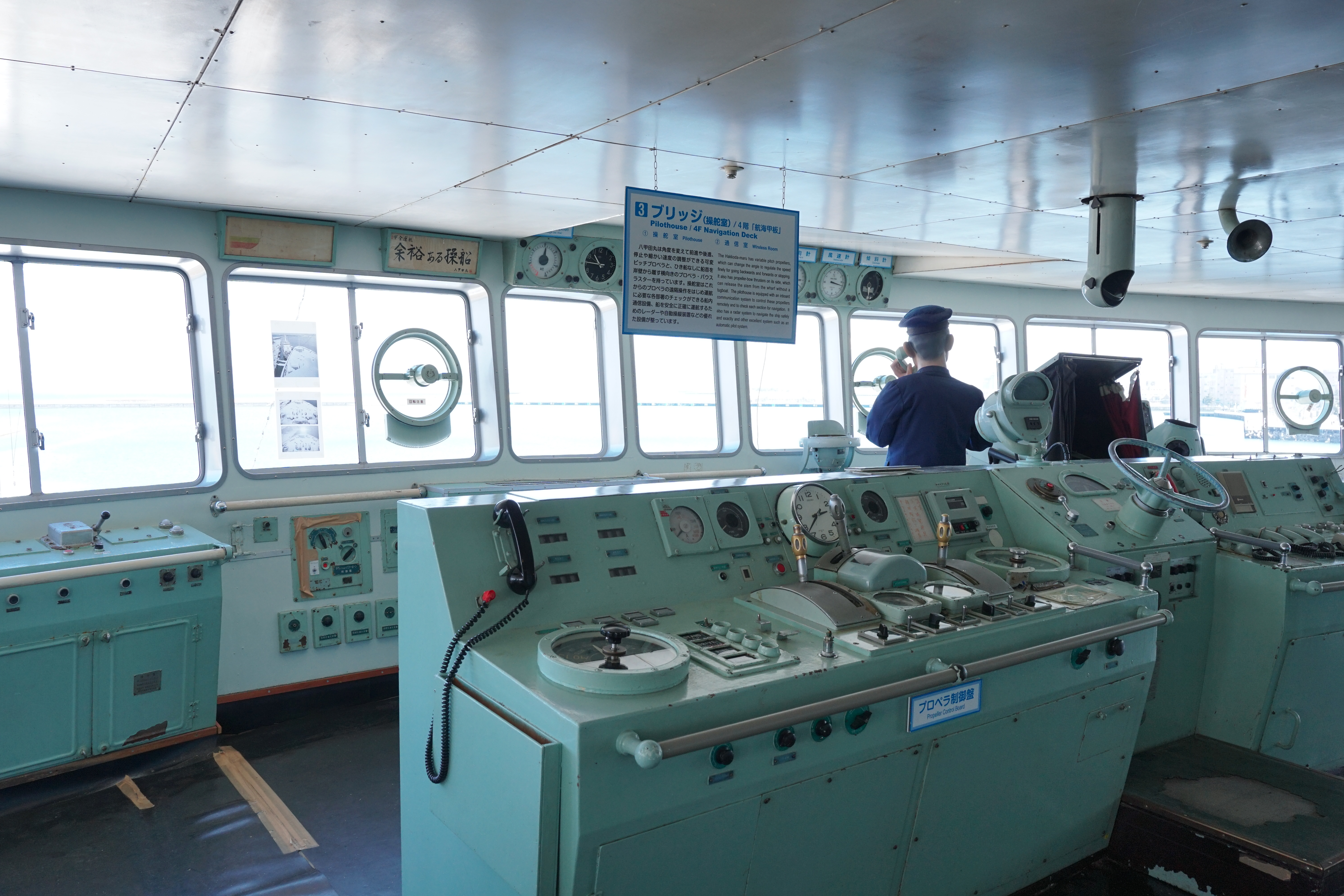
操舵室

青函連絡船メモリアルシップ八甲田丸（せいかんれんらくせんメモリアルシップはっこうだまる）は、青森県青森市柳川にある博物館である。青函トンネル開業により青函連絡船が廃止になった後、「海の街」青森の記念碑にしようと1990年（平成2年）、青函航路の花形だった八甲田丸を、往時に近い状態で海上博物館として利用しつつ、保存している。

## 概要
八甲田丸は津軽丸型 第2船として第1船津軽丸（2代）に遅れること4か月の1964年（昭和39年）7月31日に竣工し、この3か月後には第3船松前丸（2代）が竣工しており、これら3隻は当時の最先端技術導入で試行錯誤しながらの建造であった。しかし、八甲田丸に採用された係船機械やヒーリング装置その他が、第4船以降の津軽丸型各船に引き続き採用されたこともあり、これらの機器類が異なった第1船と第3船が、耐用年数18年の1982年（昭和57年）に早々に引退したのに対し、八甲田丸は延命工事を受け1988年（昭和63年）3月13日の青函航路終航まで、歴代の青函連絡船では最長となる23年7か月間運航された。
青函連絡船メモリアルシップ八甲田丸は、この八甲田丸を青函連絡船終航後廃止された青森第2岸壁に繋留した状態で展示した博物館船で、青森市の文化交流施設として、管理運営は特定非営利活動法人“あおもりみなとクラブ”が受託している。
内部は地下1階（第二甲板）から4階（航海甲板）まである。1階（車両甲板）には、北海道で特急として使用されたキハ82形特急形気動車や郵便車スユニ50、車両甲板への出し入れ時に用いられた控車ヒ600形などが展示されている。また、2階（船楼甲板）、3階（遊歩甲板）は、普通船室（桟敷席、椅子席）、グリーン船室（桟敷席、指定椅子席、自由椅子席）、寝台室などが一部往時のまま残され、椅子席には実際に座ることができる。立体映像や模型を使って青函航路の歴史が一目でわかるように工夫され、運航のシミュレーションゲームやパソコンクイズなどもある。
2012年（平成24年）には、解体されることになった羊蹄丸船内に展示されていた往年の青森の街を再現した原寸大ジオラマ「青函ワールド」が移設され、建物や商品といった大道具・小道具類、人物人形などの展示が加わった。
現役当時は旅客が立ち入ることができなかった船橋や車両甲板、機関室の一部も開放されており、煙突は展望台となって青森港や青森市内などを眺めることができる。また、館内には、立体画像で連絡船の活躍当時などを伝えるシアター等が設けられている。
第2岸壁には可動橋は保存されているが、駅構内から続いていた線路や桟橋建屋、乗降設備等は既に撤去されており、青森駅ホーム北端と桟橋建屋をつないでいた跨線橋も閉鎖されているため、現役時代のように青森駅から直接は行けず、青森駅ホーム南側跨線橋を経由して一旦東口から駅外へ出て、かつて第1岸壁、第2岸壁の可動橋へ繋がった航送仕訳線跡に造られた道路を通り、斜路または階段で2階の入口（船楼甲板：乗船口）まで行く必要がある。陸上・船首側には、石川さゆりのヒット曲・津軽海峡・冬景色のメロディが流れる碑が設置されている。
青森ウォーターフロント一帯はみなとオアシスに登録していて、当館はみなとオアシスあおもりの中心施設である。

## 施設内配置
- 地下1階（第二甲板）
  - 第1主機室、総括制御室、発電機室
- 1階（車両甲板）
  - DD16 31、ヨ6798（ヨ6000形）、ヒ833・ヒ834ほか2両（ヒ600形）、スユニ50 509・スユニ50 510（郵便荷物車）、キハ82 101を展示。
- 2階（船楼甲板）
  - 乗船口
  - 受付カウンター
  - 飲食スペース（休日のみ営業のカレーショップ、団体予約のみのスペース）
- 3階(遊歩甲板）
  - 津軽海峡文化コーナー
  - 青函連絡船記念館（資料展示）
  - 青函ワールド（フローティングパビリオン羊蹄丸より移設）
  - グリーン船室
  - 船長室
  - 寝台室
- 4階（航海甲板）
  - 操舵室
  - 通信室
  - 煙突展望台

## 沿革

### 青函連絡船
- 1964年（昭和39年）
  - 4月15日 - 新三菱重工神戸造船所にて進水[3]
  - 7月31日 - 三菱重工神戸造船所にて竣工
  - 8月8日 – 函館港回着[8]
  - 8月9日 – 函館第2岸壁21時15分発
  - 8月10日 – 青森第2岸壁2時00分着の7316便で試運航[9]
  - 8月12日 - 函館第2岸壁20時25分発
  - 8月13日 - 青森第1岸壁1時05分着の112便で就航[10]。塗装は外舷下部がうす緑（5G7/6）、外舷上部は乳白色（7.5Y9/0.5）煙突がピンク（5YR7/6）であった。
  - 9月21日 - 接続列車遅れ回復のため3時間26分運航[11]（1便　青森第2岸壁0時10分発　函館第2岸壁4時35分着のところ、下り特急｢はつかり｣到着遅れのため、青森1時20分発　函館4時46分着[12]）
- 1966年（昭和41年）1月- 津軽丸型第7船十和田丸（2代）での主機械防振支持導入に先立ち、左舷第2主機械と流体減速装置の間の軸系に、故意に軸心の狂いをつけ、そこへ高弾性ゴム継手を装備する試験を行ったところ、使用成績は良好で[13][14][15][16]、終航まで装備され、現在も公開領域である第1主機室中段から、最左舷の主機械出力軸にその継手を見ることができる。

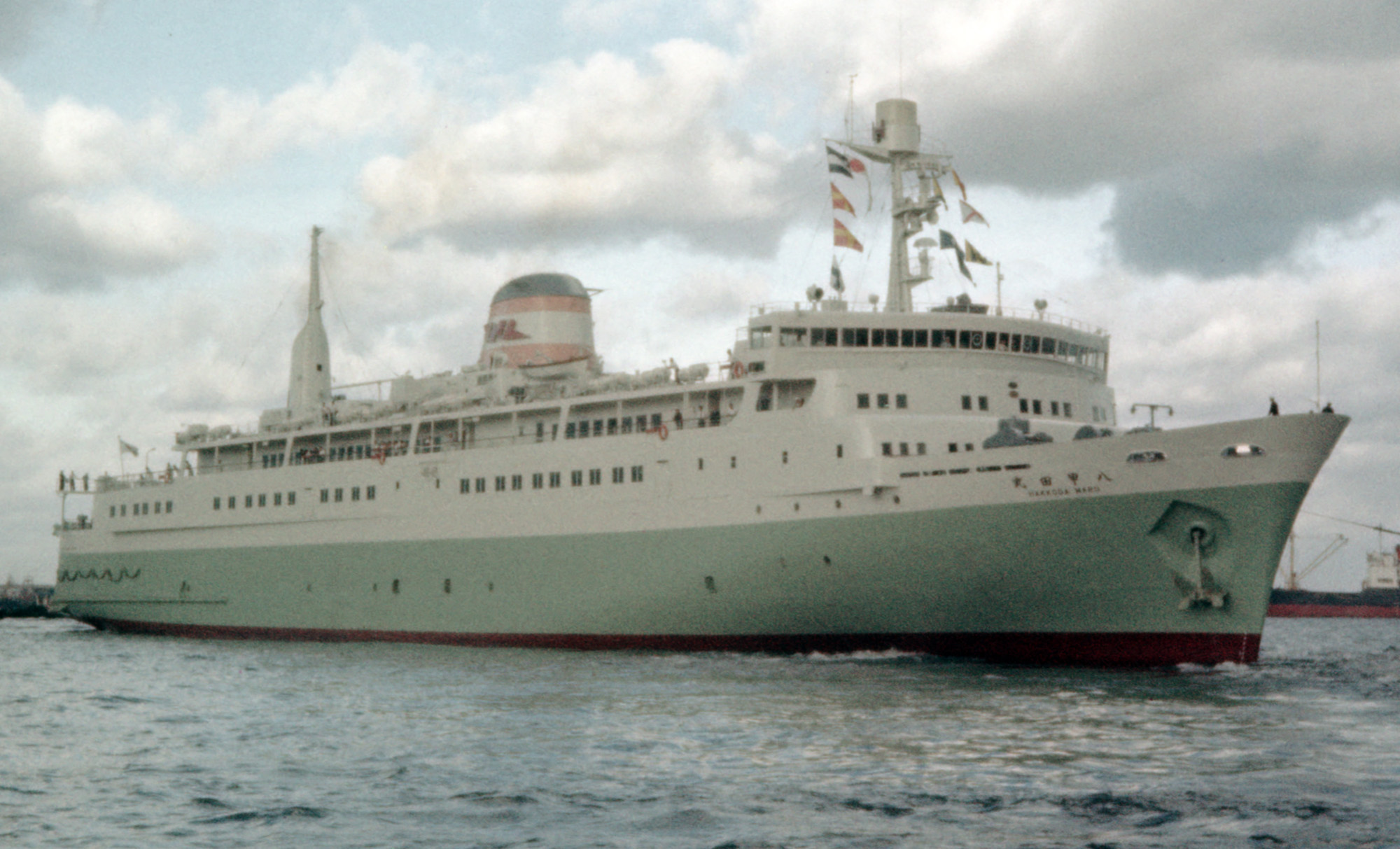
うす緑塗装だった頃の八甲田丸　神戸港　1967年（昭和42年）9月14日

- 1969年（昭和44年） 9月 - 外舷下部と煙突の色を黄色（3.1Y8.3/15.6その後2.5Y8/12）に変更。操舵室の推進用可変ピッチプロペラ（CPP）翼角操縦レバーのうち左舷の補助スタンドのレバーを撤去し、プロペラ制御盤のレバーを十和田丸（2代）に準じたやや小型のものに交換した。（詳細説明は津軽丸型のプロペラ制御盤 参照）

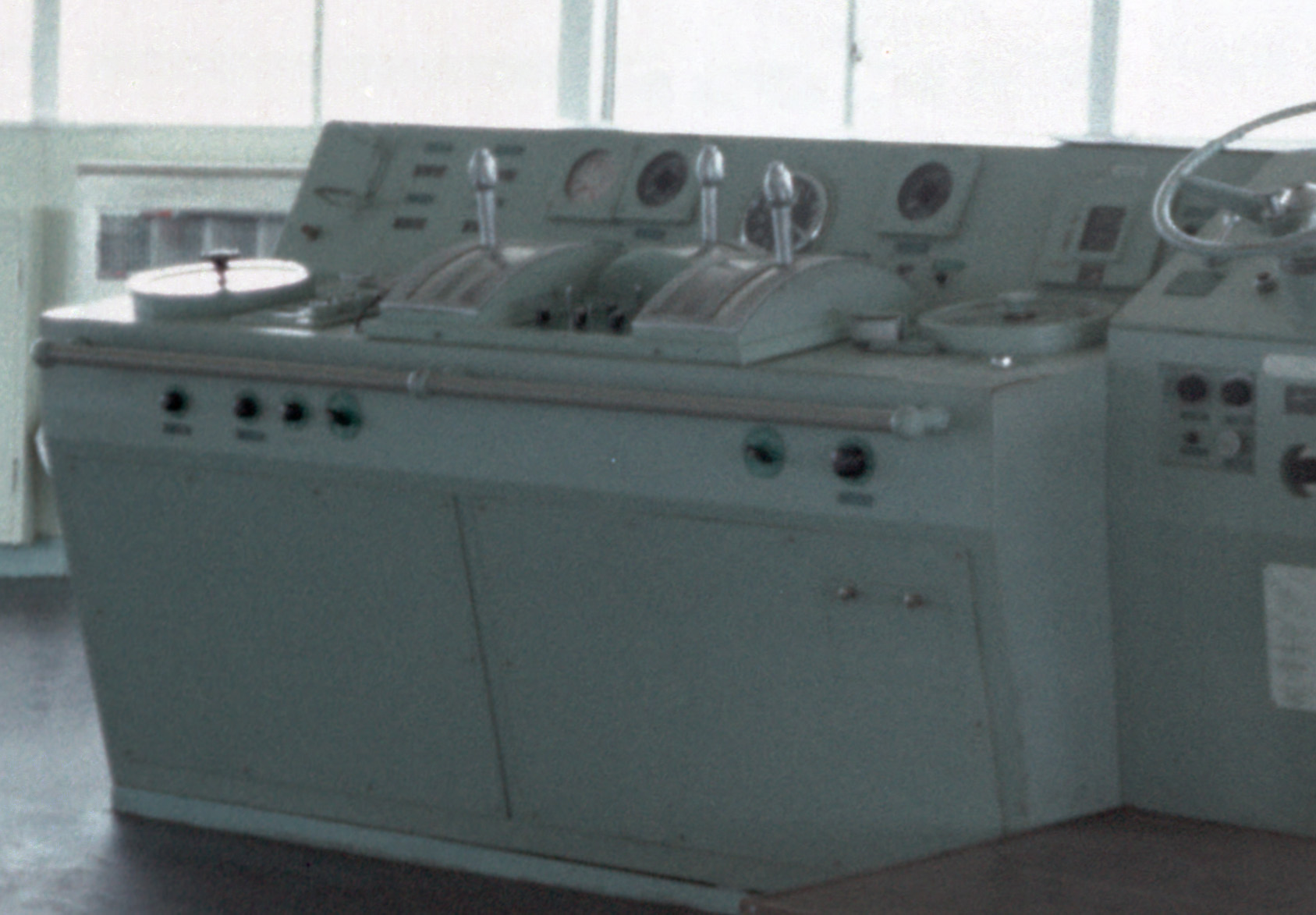
改造前のプロペラ制御盤　CPP操縦レバーの動きに沿う直線ゲージに指令翼角と実際翼角が表示されたが、レバーが重く微動調整ハンドルもなかった。各種切換スイッチとノンホローアップスイッチは両レバー間に配置されていた。奥のレバーはバウスラスター操縦レバーである。新造時には、向う側の斜面部分の左側のバウスラスター電動機電流計は装備されておらず、就航後に後付けされた[17]。1968年（昭和43年）9月2日撮影。
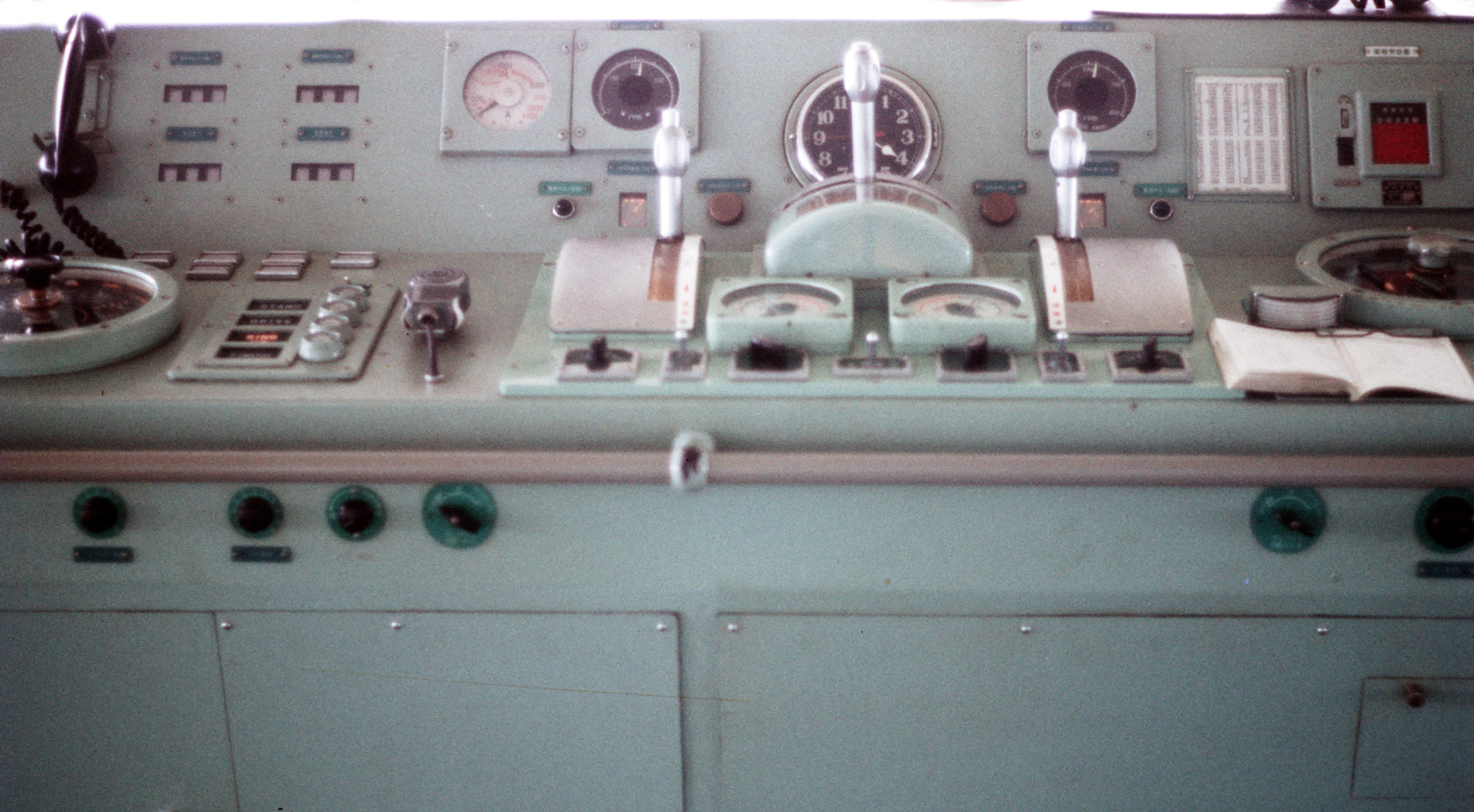
改造後のプロペラ制御盤。操舵室左舷の補助レバーを撤去してCPP操縦レバーの動きを軽くし、先端グリップで微動調整可能とした。翼角計は両レバー間手前に丸型が設置され、レバーの動きが軽くなり、前後の行程が短縮され、手前に余裕スペースができ、各種切換スイッチとノンホローアップスイッチは手前1列並びとなった。バウスラスター操縦レバーは原型のままであった。向う側の斜面部分、左からバウスラスター電動機電流計、左舷主軸回転数計、時計、右舷主軸回転数計で、回転数計の下に主機稼働台数表示器があり、両舷とも3の数字表示あり。現在の青函連絡船メモリアルシップ八甲田丸も概ねこの形のままである。1970年（昭和45年）7月17日撮影。

- 1969年（昭和44年）10月14日‐船舶積量測度法改正（1967年8月1日）により、車両格納所容積が総トン数から除外され、5,382.65トンに減トン登録[18]
- 1973年（昭和48年）12月28日 – 旅客定員　通年1,330名認可[19]
- 1977年（昭和52年）3月7日 - 青函航路開設70年目を記念し各船のシンボルマークを発表。八甲田丸は「八甲田山景と睡蓮沼」[20]（八甲田山系と水蓮沼）[21]
  - 7月 - 遊歩甲板室後壁にシンボルマーク取り付け
  - 9月 - 船楼甲板室両舷にシンボルマーク取り付け[22]
- 1978年（昭和53年）
  - 9月 - レーダー情報処理装置（CAS）装備[23][24]。
  - 10月13日 - 喫茶室「サロン海峡」営業開始[25][24]（グリーン自由椅子席44席撤去）旅客定員1,286名
- 1980年（昭和55年）9月 – 後部普通船室左舷椅子席と右舷雑居席の間の壁を撤去し、両舷通しの大部屋雑居席とし、映写用スクリーンと放送設備を設置[26]。
- 1987年（昭和62年）4月1日 - 国鉄分割民営化に伴い北海道旅客鉄道が継承、船籍港が東京港より函館港に、ファンネルマークが赤のJNRから黄緑のJRに変更される。
- 1988年（昭和63年）3月13日 - 函館第1岸壁2時40分発、青森第1岸壁6時35分着の170便で上り最終の鉄道車両航送を行い、折り返し同岸壁7時30分発、函館第2岸壁11時20分着の23便で旅客輸送、乗用車航送のほか、控車20両を航送した。青森第2岸壁17時05分発、函館第1岸壁20時55分着の青函連絡船下り最終便となった7便で終航[27][28]。

### 終航後
- 1988年（昭和63年）
  - 6月22日 – 函館どつく係船中のところ15時20分抜錨、青森へ向け曳航[29]
  - 6月23日 – 青森港着1時25分投錨　6時30分抜錨　7時20分仮設岸壁着岸[29]
  - 7月9日から9月18日まで青函トンネル開通記念博覧会の青森会場にパビリオンとして繋留・展示。
  - 9月 - 青森県・青森市・東日本フェリーなどの出資により青森ウォーターフロント開発設立。
- 1989年（平成元年）9月 - 1990年（平成2年）5月 - 三菱重工横浜製作所にて博物館船への改造工事が実施された。
- 1990年（平成2年）7月 - 展示施設として一般公開開始。東日本フェリー運営のレストラン開業。
- 1999年（平成11年）4月 - 船体の所有権が青森市に移る。運営を青森ウォーターフロント開発に委託する形となる。
  - 11月 - レストランの運営を城ヶ倉観光が引き継いだ。
- 2003年（平成15年）4月1日 - 青森ウォーターフロント開発の自己破産に伴い、運営をみちのく北方漁船博物館に委託した。
- 2005年（平成17年）- レストラン撤退。
- 2006年（平成18年）4月1日 - 運営が特定非営利活動法人あおもりみなとクラブ委託となった。
- 2011年（平成23年）7月24日 - 函館市青函連絡船記念館摩周丸や可動橋と共に機械遺産44番に認定された。

- 2012年（平成24年）7月31日 - 青函ワールドの展示が開始、このとき羊蹄丸（2代）から搬出されたグリーン自由椅子席2脚も展示開始。
  - 10月 - 世代交流あおもり市民劇「八甲田丸の1700万人（渡辺源四郎商店　畑澤聖悟）」が車両甲板にて上演される。このとき青森市長だった鹿内博氏が特別ゲストとして出演。

- 2016年（平成28年）6月上旬- 2階（船楼甲板）前部の元普通船室のホール前半分に、テレビドラマ「進め!青函連絡船（畑澤聖悟）」撮影のため、両舷にわたるカーペット敷き雑居席のセットが設営され、撮影終了後、左舷と中央部のセットは撤去されたが、右舷セットは残された。なおこの船室の右舷半分は、現役時代は普通雑居席（国鉄では｢普通座席｣と呼称）であったが、現役時代の雑居席は今回造設のものと比べ、各区画を仕切る手荷物棚は高く、奥行きももう少し深いものであった。今回のものは津軽丸型の1980年（昭和55年）改装以降の後部普通雑居席、あるいは石狩丸型の後部普通雑居席と似ている。
- 2020年（令和2年）5月9日 - 12時20分頃、船尾右舷の木製防舷材が燃えるぼや発生[30]。

## アクセス
- 東日本旅客鉄道（JR東日本）・青い森鉄道青森駅より徒歩5分。
- シィライン青森港より徒歩2分。

## 利用案内
- 開館時間
  - 4月 - 10月：9:00 - 19:00（最終受付18:00）
  - 11月 - 3月：9:00 - 17:00（最終受付16:30）
- 休館日
  - 定休日
    - 4月 - 10月：なし
    - 11月 - 3月：毎週月曜（祝日の場合は翌日休館）

  - その他
    - 3月第2週の月曜から金曜（船舶検査の為）
    - 12月31日、1月1日

## その他
鉄道車両航送下り最終便となった1988年（昭和63年）3月13日101便 檜山丸（2代）は青森第1岸壁0時05分発、函館第2岸壁4時00分着であったのに対し、鉄道車両航送上り最終便となった170便 八甲田丸は函館第1岸壁2時40分発、青森第1岸壁6時35分着であったため、こちらが最後の鉄道車両航送便となった。このとき青森で八甲田丸からのコキ引き出しに使われた5両を含む青森駅常備のJR北海道所属の控車全20両は、作業終了後可動橋の手前まで機関車で運ばれ、以後作業員の手押しで車両甲板へと押し込まれ、7時30分発の折り返し23便で函館に返却のため航送された。

## ギャラリー

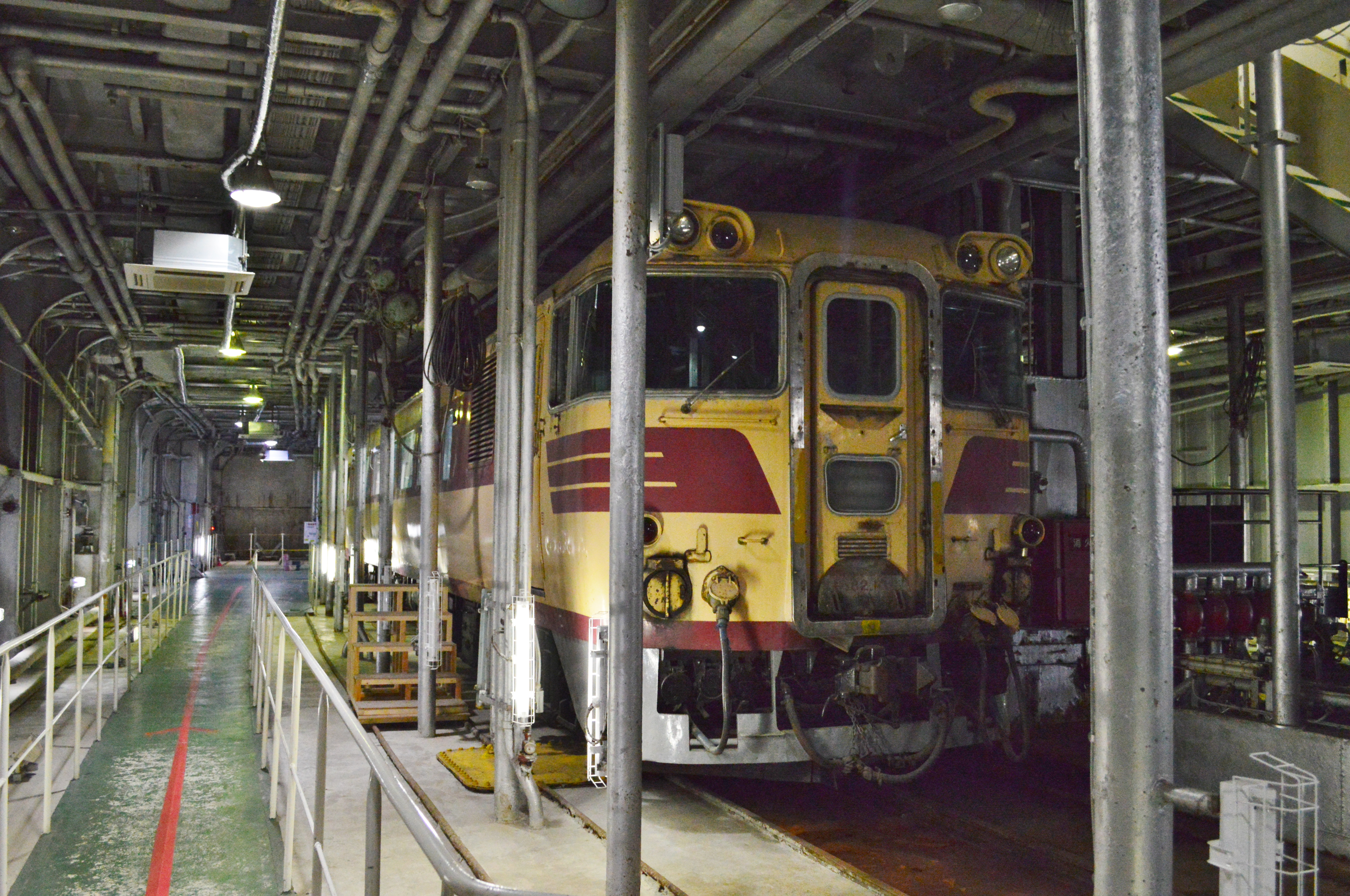
キハ82 101
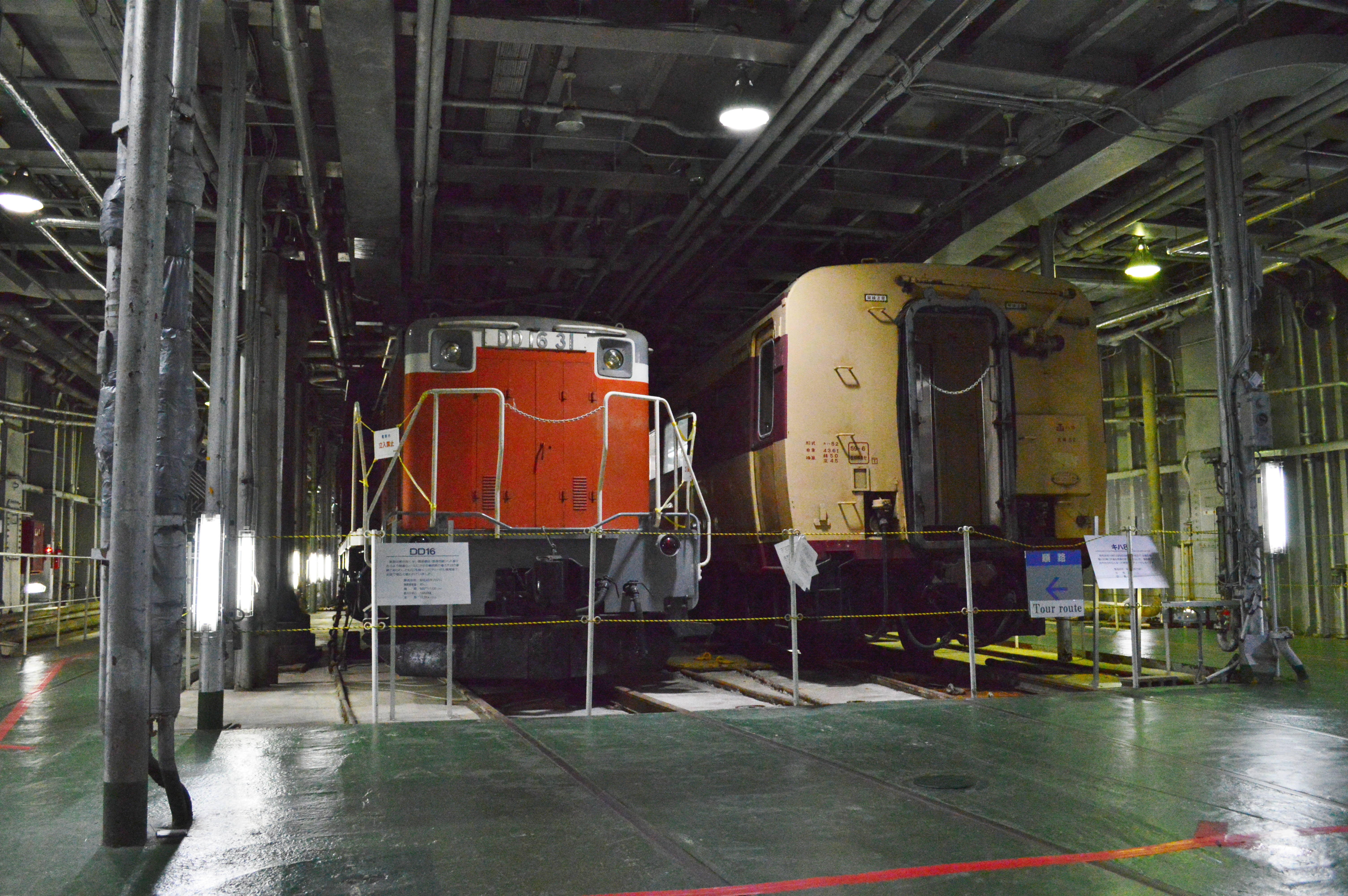
DD16 31・キハ82 101
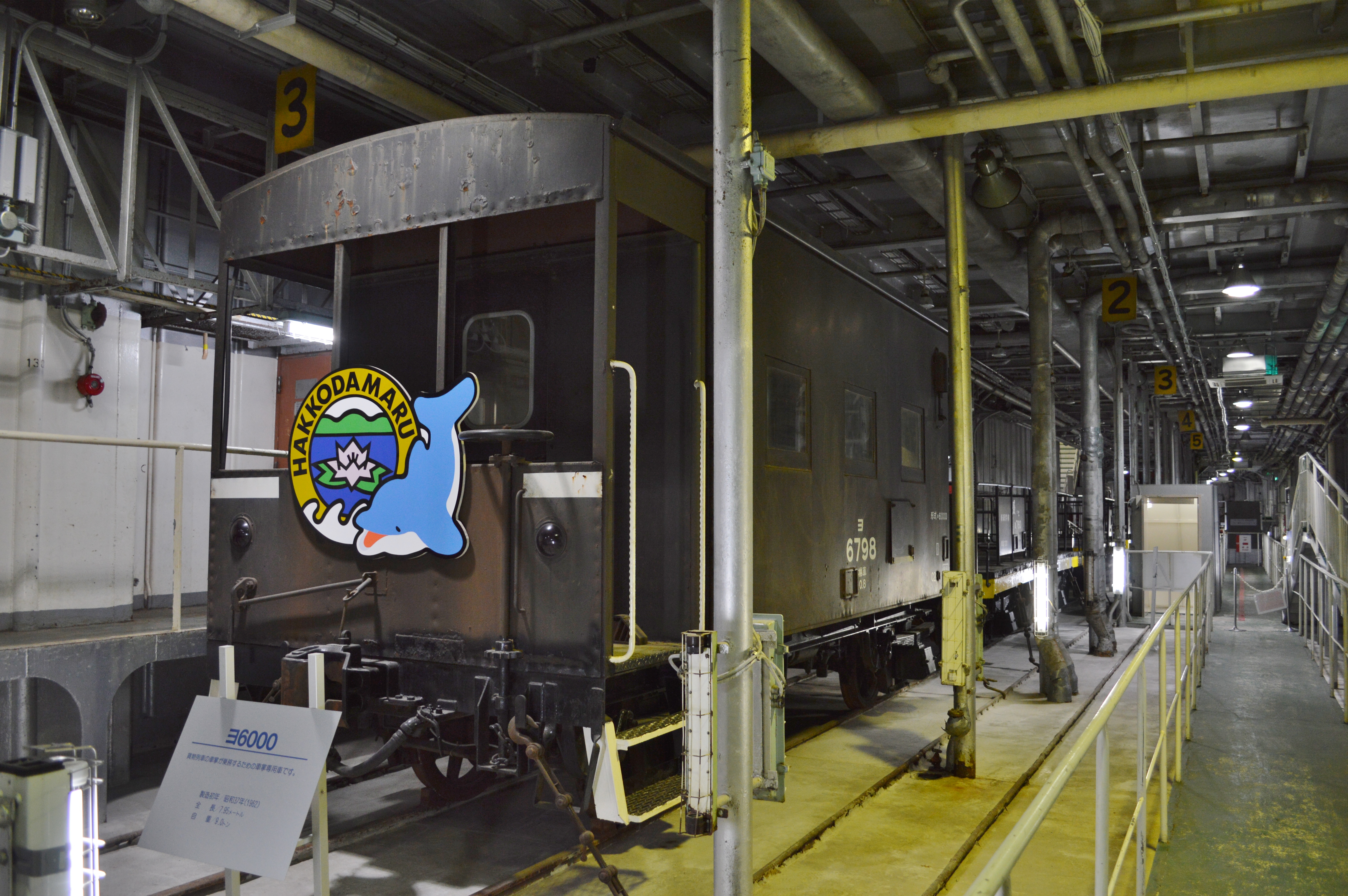
ヨ6000 6798
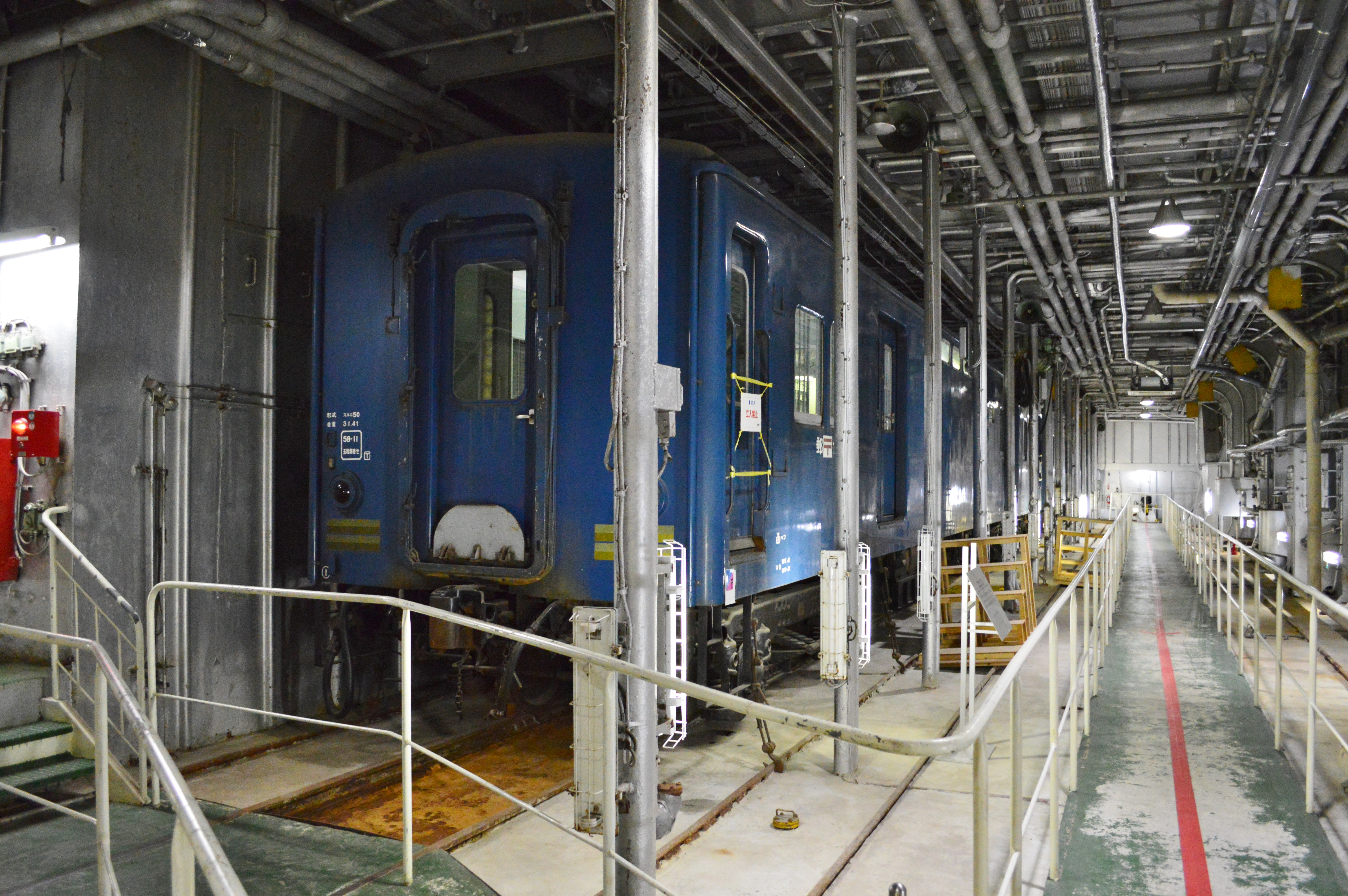
スユニ50 510
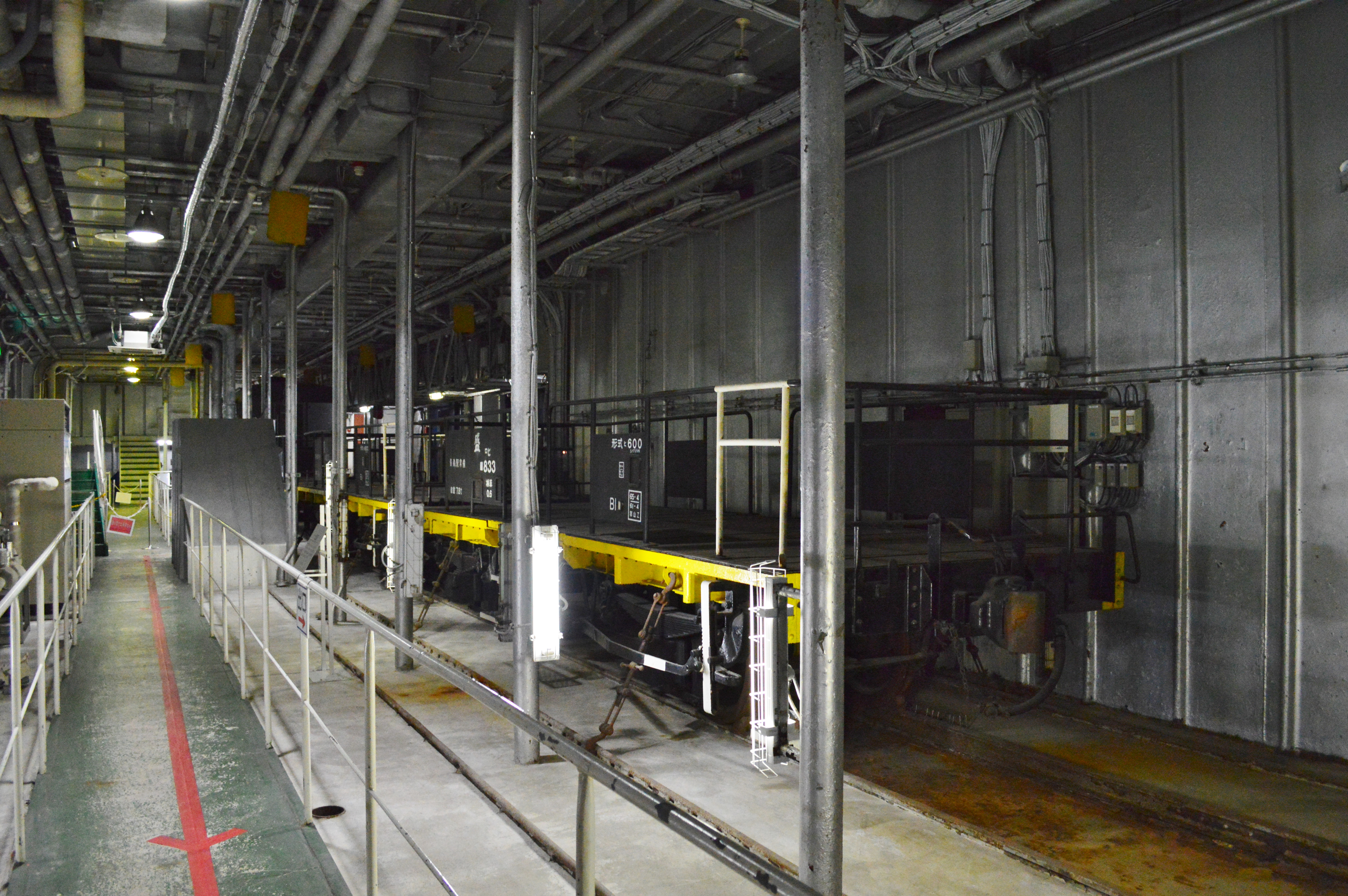
ヒ600 833